# Xã Westphalia, Quận Shelby, Iowa
Xã Westphalia (tiếng Anh: Westphalia Township) là một xã thuộc quận Shelby, tiểu bang Iowa, Hoa Kỳ. Năm 2010, dân số của xã này là 678 người.